# Monti Khangai

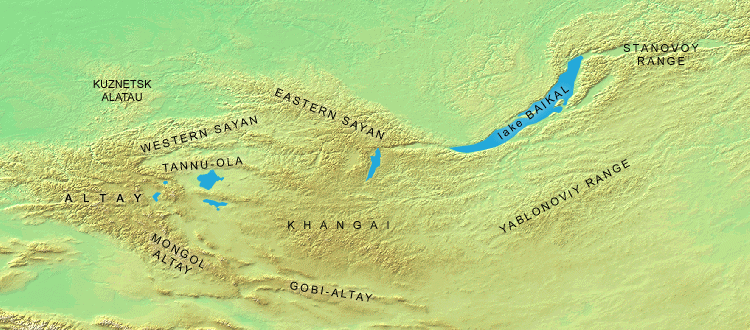
La posizione dei monti Hangaj a est degli Altaj

I monti Hangaj (mongolo Хангайн нуруу, Hangajn nuruu), Khangai secondo la traslitterazione anglosassone, sono una catena montuosa nella Mongolia centrale, situata circa 400 km ad ovest di Ulan Bator. Si estendono per circa 500 km di lunghezza (direzione est-ovest) e 300 km di larghezza (nord-sud), nelle province dell'Arhangaj, Bajanhongor, Ôvôrhangaj e Zavhan.

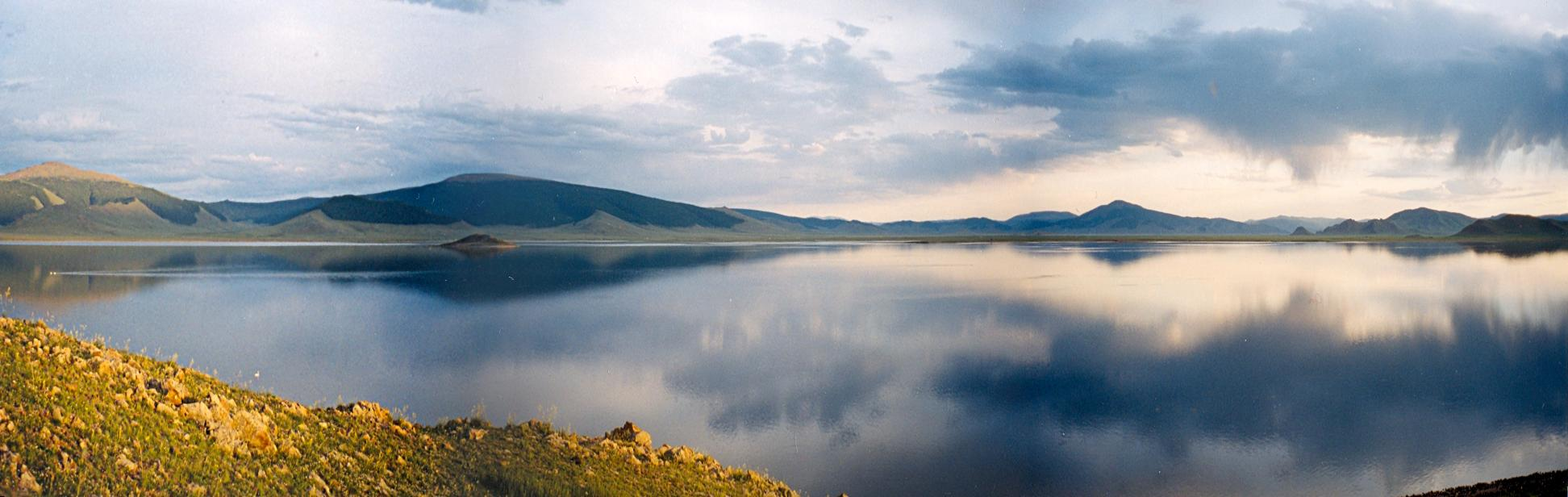
Panorama del Terhijn Cagaan nuur nei monti Hangai

Si trovano al centro di altri massicci: a nord i monti Sajany, a ovest gli Altaj, a sud i Gov'-Altaj, mentre a sud-est inizia il deserto del Gobi. La cima più elevata è l'Otgontėngėr uul (Отгонтэнгэр уул, 47°36′27.19″N 97°33′16.73″E), la cui altezza, a seconda delle fonti, varia tra 3.905, 4.021, 4.031 metri.
Da questi monti prendono origine diversi fiumi: Orhon, Ider, Hanuj (affluenti del Selenge), Zavhan, Ongi, Chuluut.